# Sezon 2019/2020 w klubowej europejskiej piłce siatkowej mężczyzn
Sezon 2019/2020 w klubowej europejskiej piłce siatkowej mężczyzn obejmuje rozgrywki o mistrzostwo, puchar i superpuchar państw, których federacje zrzeszone są w Europejskiej Konfederacji Piłki Siatkowej (CEV) oraz puchary europejskie. W Andorze, Liechtensteinie, Malcie, Monako oraz San Marino nie odbyły się żadne oficjalne seniorskie rozgrywki klubowe.

## Podsumowanie sezonu
obroniony tytuł z poprzedniego sezonu
| Europejskie puchary | Europejskie puchary | Europejskie puchary |
| ------------------- | ------------------- | ------------------- |
| Rozgrywki           | Zwycięzca           | Zwycięzca           |
| Liga Mistrzów       | —                   | (więcej)            |
| Puchar CEV          | —                   | (więcej)            |
| Puchar Challenge    | —                   | (więcej)            |

| Rozgrywki regionalne    | Rozgrywki regionalne  | Rozgrywki regionalne |
| ----------------------- | --------------------- | -------------------- |
| Rozgrywki               | Zwycięzca             | Zwycięzca            |
| Puchar BVA              | Tokat Belediye Plevne | (więcej)             |
| Liga Środkowoeuropejska | ACH Volley Lublana    | (więcej)             |
| Liga bałtycka           | —                     | (więcej)             |

| Rozgrywki krajowe    | Rozgrywki krajowe          | Rozgrywki krajowe | Rozgrywki krajowe             | Rozgrywki krajowe | Rozgrywki krajowe                  | Rozgrywki krajowe     |
| -------------------- | -------------------------- | ----------------- | ----------------------------- | ----------------- | ---------------------------------- | --------------------- |
| Państwo              | Mistrzostwo                | Mistrzostwo       | Zdobywca pucharu              | Zdobywca pucharu  | Zdobywca superpucharu              | Zdobywca superpucharu |
| Albania              | —                          | (więcej)          | Partizani Tirana              | (więcej)          |                                    |                       |
| Anglia               | IBB Polonia London         | (więcej)          | —                             | (więcej)          |                                    |                       |
| Armenia              | Arcach Stepanakert         | (więcej)          | FIMA Erywań                   | (więcej)          |                                    |                       |
| Austria              | —                          | (więcej)          | UVC Holding Graz              | (więcej)          |                                    |                       |
| Azerbejdżan          | —                          | (więcej)          |                               |                   |                                    |                       |
| Belgia               | —                          | (więcej)          | Knack Roeselare               | (więcej)          | Knack Roeselare                    | (więcej)              |
| Białoruś             | Szachcior Soligorsk        | (więcej)          | Szachcior Soligorsk           | (więcej)          | Szachcior Soligorsk                | (więcej)              |
| Bośnia i Hercegowina | —                          | (więcej)          | —                             | (więcej)          |                                    |                       |
| Bułgaria             | Neftochimik 2010 Burgas    | (więcej)          | Chebyr Pazardżik              | (więcej)          | Chebyr Pazardżik                   | (więcej)              |
| Chorwacja            | OK Mladost Ribola Kaštela  | (więcej)          | HAOK Mladost Zagrzeb          | (więcej)          |                                    |                       |
| Cypr                 | —                          | (więcej)          | —                             | (więcej)          | Omonia Nikozja                     | (więcej)              |
| Czarnogóra           | Budva                      | (więcej)          | Budva                         | (więcej)          |                                    |                       |
| Czechy               | —                          | (więcej)          | VK Jihostroj České Budějovice | (więcej)          |                                    |                       |
| Dania                | Gentofte Volley            | (więcej)          | Gentofte Volley               | (więcej)          |                                    |                       |
| Estonia              | —                          | (więcej)          | Bigbank Tartu                 | (więcej)          |                                    |                       |
| Finlandia            | —                          | (więcej)          | Vammalan Lentopallo           | (więcej)          |                                    |                       |
| Francja              | —                          | (więcej)          | Stade Poitevin Poitiers       | (więcej)          |                                    |                       |
| Grecja               | Panathinaikos AO           | (więcej)          | —                             |                   |                                    |                       |
| Grenlandia           | —                          | (więcej)          |                               |                   |                                    |                       |
| Gruzja               | —                          | (więcej)          |                               |                   |                                    |                       |
| Hiszpania            | —                          | (więcej)          | CV Teruel                     | (więcej)          | CV Teruel                          | (więcej)              |
| Holandia             | —                          | (więcej)          | Samen. Lycurgus Groningen     | (więcej)          | Active Living Orion Doetinchem     | (więcej)              |
| Irlandia             | —                          | (więcej)          | —                             | (więcej)          |                                    |                       |
| Irlandia Północna    | —                          | (więcej)          | —                             | —                 |                                    |                       |
| Islandia             | —                          | (więcej)          | —                             | (więcej)          | KA                                 | (więcej)              |
| Izrael               | Hapoel Matte Aszer         | (więcej)          | —                             |                   |                                    |                       |
| Kosowo               | KV Ferizaj                 | (więcej)          | KV Ferizaj                    | (więcej)          |                                    |                       |
| Litwa                | —                          | (więcej)          | Amber-Arlanga Kłajpeda        | (więcej)          |                                    |                       |
| Luksemburg           | —                          | (więcej)          | —                             | (więcej)          | VC Strassen                        | (więcej)              |
| Łotwa                | —                          | (więcej)          | RTU Robežsardze               | (więcej)          |                                    |                       |
| Macedonia Północna   | —                          | (więcej)          | —                             | (więcej)          |                                    |                       |
| Mołdawia             | —                          | (więcej)          |                               |                   |                                    |                       |
| Niemcy               | —                          | (więcej)          | Berlin Recycling Volleys      | (więcej)          | Berlin Recycling Volleys           | (więcej)              |
| Norwegia             | TIF Viking Bergen          | (więcej)          | Førde VBK                     | (więcej)          |                                    |                       |
| Polska               | —                          | (więcej)          | —                             | (więcej)          | Grupa Azoty ZAKSA Kędzierzyn-Koźle | (więcej)              |
| Portugalia           | —                          | (więcej)          | —                             | (więcej)          | SL Benfica                         | (więcej)              |
| Rosja                | Lokomotiw Nowosybirsk      | (więcej)          | Zenit Kazań                   | (więcej)          | Kuzbass Kemerowo                   | (więcej)              |
| Rumunia              | CSM Arcada Galați          | (więcej)          | —                             | (więcej)          | CSM Arcada Galați                  | (więcej)              |
| Serbia               | Vojvodina NS seme Nowy Sad | (więcej)          | Vojvodina NS seme Nowy Sad    | (więcej)          | Vojvodina NS seme Nowy Sad         | (więcej)              |
| Słowacja             | —                          | (więcej)          | VK OSMOS Prievidza            | (więcej)          |                                    |                       |
| Słowenia             | ACH Volley Lublana         | (więcej)          | ACH Volley Lublana            | (więcej)          |                                    |                       |
| Szkocja              | City of Edinburgh          | (więcej)          | —                             | (więcej)          |                                    |                       |
| Szwajcaria           | —                          | (więcej)          | —                             | (więcej)          | Lindaren Volley Amriswil           | (więcej)              |
| Szwecja              | —                          | (więcej)          |                               |                   |                                    |                       |
| Turcja               | —                          | (więcej)          | —                             | (więcej)          | Galatasaray HDI Sigorta            | (więcej)              |
| Ukraina              | —                          | (więcej)          | Żytyczi-ŻNAEU Żytomierz       | (więcej)          | Barkom-Każany Lwów                 | (więcej)              |
| Węgry                | —                          | (więcej)          | LV Sport Pénzügyőr SE         | (więcej)          |                                    |                       |
| Włochy               | —                          | (więcej)          | Cucine Lube Civitanova        | (więcej)          | Sir Safety Conad Perugia           | (więcej)              |
| Wyspy Owcze          | Mjølnir                    | (więcej)          | Mjølnir                       | (więcej)          |                                    |                       |

## Europejskie puchary i rozgrywki regionalne

### Europejskie puchary
| Nazwa rozgrywek  | I miejsce                                                                    | II miejsce                                                                   | Tytuł                                                                        | Poprzedni tytuł                                                              |       |
| ---------------- | ---------------------------------------------------------------------------- | ---------------------------------------------------------------------------- | ---------------------------------------------------------------------------- | ---------------------------------------------------------------------------- | ----- |
| Liga Mistrzów    | Ze względu na pandemię COVID-19 rozgrywki zostały przerwane i niedokończone. | Ze względu na pandemię COVID-19 rozgrywki zostały przerwane i niedokończone. | Ze względu na pandemię COVID-19 rozgrywki zostały przerwane i niedokończone. | Ze względu na pandemię COVID-19 rozgrywki zostały przerwane i niedokończone. | [ 1 ] |
| Puchar CEV       | Ze względu na pandemię COVID-19 rozgrywki zostały przerwane i niedokończone. | Ze względu na pandemię COVID-19 rozgrywki zostały przerwane i niedokończone. | Ze względu na pandemię COVID-19 rozgrywki zostały przerwane i niedokończone. | Ze względu na pandemię COVID-19 rozgrywki zostały przerwane i niedokończone. | [ 1 ] |
| Puchar Challenge | Ze względu na pandemię COVID-19 rozgrywki zostały przerwane i niedokończone. | Ze względu na pandemię COVID-19 rozgrywki zostały przerwane i niedokończone. | Ze względu na pandemię COVID-19 rozgrywki zostały przerwane i niedokończone. | Ze względu na pandemię COVID-19 rozgrywki zostały przerwane i niedokończone. | [ 1 ] |

### Rozgrywki regionalne
| Nazwa rozgrywek         | I miejsce                                                                    | II miejsce                                                                   | Tytuł                                                                        | Poprzedni tytuł                                                              |       |
| ----------------------- | ---------------------------------------------------------------------------- | ---------------------------------------------------------------------------- | ---------------------------------------------------------------------------- | ---------------------------------------------------------------------------- | ----- |
| Puchar BVA              | Tokat Belediye Plevne                                                        | Gio Strumica                                                                 | 1.                                                                           | —                                                                            | [ 2 ] |
| Liga Środkowoeuropejska | ACH Volley Lublana                                                           | HAOK Mladost Zagrzeb                                                         | 10.                                                                          | 2018/2019                                                                    | [ 3 ] |
| Credit24 Meistriliiga   | Ze względu na pandemię COVID-19 rozgrywki zostały przerwane i niedokończone. | Ze względu na pandemię COVID-19 rozgrywki zostały przerwane i niedokończone. | Ze względu na pandemię COVID-19 rozgrywki zostały przerwane i niedokończone. | Ze względu na pandemię COVID-19 rozgrywki zostały przerwane i niedokończone. | [ 4 ] |

## Rozgrywki krajowe

### Rozgrywki ligowe / mistrzowskie
| Państwo              | Oficjalna nazwa rozgrywek       | I miejsce                                                                           | II miejsce                                                                          | Tytuł                                                                               | Poprzedni tytuł                                                                     |               |
| -------------------- | ------------------------------- | ----------------------------------------------------------------------------------- | ----------------------------------------------------------------------------------- | ----------------------------------------------------------------------------------- | ----------------------------------------------------------------------------------- | ------------- |
| Albania              | Kampionati kombetar             | Ze względu na pandemię COVID-19 rozgrywki zostały przerwane bez wyłonienia mistrza. | Ze względu na pandemię COVID-19 rozgrywki zostały przerwane bez wyłonienia mistrza. | Ze względu na pandemię COVID-19 rozgrywki zostały przerwane bez wyłonienia mistrza. | Ze względu na pandemię COVID-19 rozgrywki zostały przerwane bez wyłonienia mistrza. | [ 5 ]         |
| Anglia               | Super League                    | IBB Polonia London                                                                  | Durham Palatinates                                                                  | 7.                                                                                  | 2018/2019                                                                           | [ 6 ] [ 7 ]   |
| Armenia              | Mistrzostwa Armenii             | Arcach                                                                              | FIMA                                                                                | 2.                                                                                  | 2018                                                                                | [ 8 ]         |
| Austria              | DenizBank AG Volley League      | Ze względu na pandemię COVID-19 rozgrywki zostały przerwane bez wyłonienia mistrza. | Ze względu na pandemię COVID-19 rozgrywki zostały przerwane bez wyłonienia mistrza. | Ze względu na pandemię COVID-19 rozgrywki zostały przerwane bez wyłonienia mistrza. | Ze względu na pandemię COVID-19 rozgrywki zostały przerwane bez wyłonienia mistrza. | [ 9 ]         |
| Azerbejdżan          | Yüksək Liqa                     | Ze względu na pandemię COVID-19 rozgrywki zostały przerwane bez wyłonienia mistrza. | Ze względu na pandemię COVID-19 rozgrywki zostały przerwane bez wyłonienia mistrza. | Ze względu na pandemię COVID-19 rozgrywki zostały przerwane bez wyłonienia mistrza. | Ze względu na pandemię COVID-19 rozgrywki zostały przerwane bez wyłonienia mistrza. | [ 10 ]        |
| Belgia               | EuroMillions Volley League      | Ze względu na pandemię COVID-19 rozgrywki zostały przerwane bez wyłonienia mistrza. | Ze względu na pandemię COVID-19 rozgrywki zostały przerwane bez wyłonienia mistrza. | Ze względu na pandemię COVID-19 rozgrywki zostały przerwane bez wyłonienia mistrza. | Ze względu na pandemię COVID-19 rozgrywki zostały przerwane bez wyłonienia mistrza. | [ 11 ]        |
| Białoruś             | Wyszejszaja liha                | Szachcior Soligorsk                                                                 | Stroitiel Mińsk                                                                     | 4.                                                                                  | 2018/2019                                                                           | [ 12 ]        |
| Bośnia i Hercegowina | Premijer liga                   | Ze względu na pandemię COVID-19 rozgrywki zostały przerwane bez wyłonienia mistrza. | Ze względu na pandemię COVID-19 rozgrywki zostały przerwane bez wyłonienia mistrza. | Ze względu na pandemię COVID-19 rozgrywki zostały przerwane bez wyłonienia mistrza. | Ze względu na pandemię COVID-19 rozgrywki zostały przerwane bez wyłonienia mistrza. |               |
| Bułgaria             | Superliga                       | Neftochimik 2010 Burgas                                                             | Chebyr Pazardżik                                                                    | 5.                                                                                  | 2018/2019                                                                           | [ 13 ]        |
| Chorwacja            | Superliga                       | OK Mladost Ribola Kaštela                                                           | HAOK Mladost Zagrzeb                                                                | 7.                                                                                  | 2016/2017                                                                           | [ 14 ] [ 15 ] |
| Cypr                 | Protatlima OPAP A΄ katigorias   | Ze względu na pandemię COVID-19 rozgrywki zostały przerwane bez wyłonienia mistrza. | Ze względu na pandemię COVID-19 rozgrywki zostały przerwane bez wyłonienia mistrza. | Ze względu na pandemię COVID-19 rozgrywki zostały przerwane bez wyłonienia mistrza. | Ze względu na pandemię COVID-19 rozgrywki zostały przerwane bez wyłonienia mistrza. | [ 16 ] [ 17 ] |
| Czarnogóra           | Prva liga                       | Budva                                                                               | Jedinstvo Franca Bijelo Polje                                                       | 2.                                                                                  | 2018/2019                                                                           | [ 18 ]        |
| Czechy               | UNIQA volejbalová extraliga     | Ze względu na pandemię COVID-19 rozgrywki zostały przerwane bez wyłonienia mistrza. | Ze względu na pandemię COVID-19 rozgrywki zostały przerwane bez wyłonienia mistrza. | Ze względu na pandemię COVID-19 rozgrywki zostały przerwane bez wyłonienia mistrza. | Ze względu na pandemię COVID-19 rozgrywki zostały przerwane bez wyłonienia mistrza. | [ 19 ]        |
| Dania                | VolleyLigaen                    | Gentofte Volley                                                                     | Nordenskov UIF                                                                      | 8.                                                                                  | 2018/2019                                                                           | [ 20 ]        |
| Estonia              | Eesti meistrivõistlused         | Ze względu na pandemię COVID-19 rozgrywki zostały przerwane bez wyłonienia mistrza. | Ze względu na pandemię COVID-19 rozgrywki zostały przerwane bez wyłonienia mistrza. | Ze względu na pandemię COVID-19 rozgrywki zostały przerwane bez wyłonienia mistrza. | Ze względu na pandemię COVID-19 rozgrywki zostały przerwane bez wyłonienia mistrza. | [ 21 ]        |
| Finlandia            | Mestaruusliiga                  | Ze względu na pandemię COVID-19 rozgrywki zostały przerwane bez wyłonienia mistrza. | Ze względu na pandemię COVID-19 rozgrywki zostały przerwane bez wyłonienia mistrza. | Ze względu na pandemię COVID-19 rozgrywki zostały przerwane bez wyłonienia mistrza. | Ze względu na pandemię COVID-19 rozgrywki zostały przerwane bez wyłonienia mistrza. | [ 22 ]        |
| Francja              | Ligue A                         | Ze względu na pandemię COVID-19 rozgrywki zostały przerwane bez wyłonienia mistrza. | Ze względu na pandemię COVID-19 rozgrywki zostały przerwane bez wyłonienia mistrza. | Ze względu na pandemię COVID-19 rozgrywki zostały przerwane bez wyłonienia mistrza. | Ze względu na pandemię COVID-19 rozgrywki zostały przerwane bez wyłonienia mistrza. | [ 23 ]        |
| Grecja               | Volley League                   | Panathinaikos AO                                                                    | Olympiakos SFP                                                                      | 19.                                                                                 | 2005/2006                                                                           | [ 24 ]        |
| Grenlandia           | GM                              | Ze względu na pandemię COVID-19 rozgrywki nie odbyły się.                           | Ze względu na pandemię COVID-19 rozgrywki nie odbyły się.                           | Ze względu na pandemię COVID-19 rozgrywki nie odbyły się.                           | Ze względu na pandemię COVID-19 rozgrywki nie odbyły się.                           |               |
| Gruzja               | Umaglesi Liga                   | Ze względu na pandemię COVID-19 rozgrywki zostały przerwane bez wyłonienia mistrza. | Ze względu na pandemię COVID-19 rozgrywki zostały przerwane bez wyłonienia mistrza. | Ze względu na pandemię COVID-19 rozgrywki zostały przerwane bez wyłonienia mistrza. | Ze względu na pandemię COVID-19 rozgrywki zostały przerwane bez wyłonienia mistrza. | [ 25 ]        |
| Hiszpania            | Superliga                       | Ze względu na pandemię COVID-19 rozgrywki zostały przerwane bez wyłonienia mistrza. | Ze względu na pandemię COVID-19 rozgrywki zostały przerwane bez wyłonienia mistrza. | Ze względu na pandemię COVID-19 rozgrywki zostały przerwane bez wyłonienia mistrza. | Ze względu na pandemię COVID-19 rozgrywki zostały przerwane bez wyłonienia mistrza. |               |
| Holandia             | Eredivisie                      | Ze względu na pandemię COVID-19 rozgrywki zostały przerwane bez wyłonienia mistrza. | Ze względu na pandemię COVID-19 rozgrywki zostały przerwane bez wyłonienia mistrza. | Ze względu na pandemię COVID-19 rozgrywki zostały przerwane bez wyłonienia mistrza. | Ze względu na pandemię COVID-19 rozgrywki zostały przerwane bez wyłonienia mistrza. | [ 26 ]        |
| Irlandia             | Premier League                  | Ze względu na pandemię COVID-19 rozgrywki zostały przerwane bez wyłonienia mistrza. | Ze względu na pandemię COVID-19 rozgrywki zostały przerwane bez wyłonienia mistrza. | Ze względu na pandemię COVID-19 rozgrywki zostały przerwane bez wyłonienia mistrza. | Ze względu na pandemię COVID-19 rozgrywki zostały przerwane bez wyłonienia mistrza. | [ 27 ]        |
| Irlandia Północna    | Premier League                  | Ze względu na pandemię COVID-19 rozgrywki zostały przerwane bez wyłonienia mistrza. | Ze względu na pandemię COVID-19 rozgrywki zostały przerwane bez wyłonienia mistrza. | Ze względu na pandemię COVID-19 rozgrywki zostały przerwane bez wyłonienia mistrza. | Ze względu na pandemię COVID-19 rozgrywki zostały przerwane bez wyłonienia mistrza. | [ 28 ]        |
| Islandia             | Mizunodeild                     | Ze względu na pandemię COVID-19 rozgrywki zostały przerwane bez wyłonienia mistrza. | Ze względu na pandemię COVID-19 rozgrywki zostały przerwane bez wyłonienia mistrza. | Ze względu na pandemię COVID-19 rozgrywki zostały przerwane bez wyłonienia mistrza. | Ze względu na pandemię COVID-19 rozgrywki zostały przerwane bez wyłonienia mistrza. | [ 29 ]        |
| Izrael               | Superliga                       | Hapoel Matte Aszer                                                                  | Hapoel Jo’aw Kefar Sawa                                                             | 16.                                                                                 | 2018/2019                                                                           |               |
| Kosowo               | Superliga                       | KV Ferizaj                                                                          | Prishtina Volley                                                                    | 1.                                                                                  | —                                                                                   | [ 30 ]        |
| Litwa                | TOP SPORT Lietuvos čempionatas  | Ze względu na pandemię COVID-19 rozgrywki zostały przerwane bez wyłonienia mistrza. | Ze względu na pandemię COVID-19 rozgrywki zostały przerwane bez wyłonienia mistrza. | Ze względu na pandemię COVID-19 rozgrywki zostały przerwane bez wyłonienia mistrza. | Ze względu na pandemię COVID-19 rozgrywki zostały przerwane bez wyłonienia mistrza. | [ 31 ]        |
| Luksemburg           | Novotel-Ligue                   | Ze względu na pandemię COVID-19 rozgrywki zostały przerwane bez wyłonienia mistrza. | Ze względu na pandemię COVID-19 rozgrywki zostały przerwane bez wyłonienia mistrza. | Ze względu na pandemię COVID-19 rozgrywki zostały przerwane bez wyłonienia mistrza. | Ze względu na pandemię COVID-19 rozgrywki zostały przerwane bez wyłonienia mistrza. |               |
| Łotwa                | Latvijas čempionāts             | Ze względu na pandemię COVID-19 ostatnia runda mistrzostw Łotwy nie odbyła się.     | Ze względu na pandemię COVID-19 ostatnia runda mistrzostw Łotwy nie odbyła się.     | Ze względu na pandemię COVID-19 ostatnia runda mistrzostw Łotwy nie odbyła się.     | Ze względu na pandemię COVID-19 ostatnia runda mistrzostw Łotwy nie odbyła się.     | [ 32 ]        |
| Macedonia Północna   | Prwa liga                       | Ze względu na pandemię COVID-19 rozgrywki zostały przerwane bez wyłonienia mistrza. | Ze względu na pandemię COVID-19 rozgrywki zostały przerwane bez wyłonienia mistrza. | Ze względu na pandemię COVID-19 rozgrywki zostały przerwane bez wyłonienia mistrza. | Ze względu na pandemię COVID-19 rozgrywki zostały przerwane bez wyłonienia mistrza. | [ 33 ]        |
| Mołdawia             | Campionatul Moldovei            | Ze względu na pandemię COVID-19 rozgrywki zostały przerwane bez wyłonienia mistrza. | Ze względu na pandemię COVID-19 rozgrywki zostały przerwane bez wyłonienia mistrza. | Ze względu na pandemię COVID-19 rozgrywki zostały przerwane bez wyłonienia mistrza. | Ze względu na pandemię COVID-19 rozgrywki zostały przerwane bez wyłonienia mistrza. | [ 34 ]        |
| Niemcy               | 1. Bundesliga                   | Ze względu na pandemię COVID-19 rozgrywki zostały przerwane bez wyłonienia mistrza. | Ze względu na pandemię COVID-19 rozgrywki zostały przerwane bez wyłonienia mistrza. | Ze względu na pandemię COVID-19 rozgrywki zostały przerwane bez wyłonienia mistrza. | Ze względu na pandemię COVID-19 rozgrywki zostały przerwane bez wyłonienia mistrza. | [ 35 ]        |
| Norwegia             | Mizunoligaen                    | TIF Viking Bergen                                                                   | IL Koll                                                                             | 15.                                                                                 | 2017/2018                                                                           | [ 36 ]        |
| Polska               | PlusLiga                        | Ze względu na pandemię COVID-19 rozgrywki zostały przerwane bez wyłonienia mistrza. | Ze względu na pandemię COVID-19 rozgrywki zostały przerwane bez wyłonienia mistrza. | Ze względu na pandemię COVID-19 rozgrywki zostały przerwane bez wyłonienia mistrza. | Ze względu na pandemię COVID-19 rozgrywki zostały przerwane bez wyłonienia mistrza. | [ 37 ]        |
| Portugalia           | Campeonato Honda                | Ze względu na pandemię COVID-19 rozgrywki zostały przerwane bez wyłonienia mistrza. | Ze względu na pandemię COVID-19 rozgrywki zostały przerwane bez wyłonienia mistrza. | Ze względu na pandemię COVID-19 rozgrywki zostały przerwane bez wyłonienia mistrza. | Ze względu na pandemię COVID-19 rozgrywki zostały przerwane bez wyłonienia mistrza. | [ 38 ] [ 39 ] |
| Rosja                | Superliga                       | Lokomotiw Nowosybirsk                                                               | Zenit Kazań                                                                         | 1.                                                                                  | —                                                                                   | [ 40 ]        |
| Rumunia              | Divizia A1                      | CSM Arcada Galați                                                                   | SCMU Craiova                                                                        | 2.                                                                                  | 2018/2019                                                                           | [ 41 ] [ 42 ] |
| Serbia               | BPŠ Superliga                   | Vojvodina NS seme Nowy Sad                                                          | Niš                                                                                 | 5.                                                                                  | 2018/2019                                                                           | [ 43 ]        |
| Słowacja             | Edymax Extraliga                | Ze względu na pandemię COVID-19 rozgrywki zostały przerwane bez wyłonienia mistrza. | Ze względu na pandemię COVID-19 rozgrywki zostały przerwane bez wyłonienia mistrza. | Ze względu na pandemię COVID-19 rozgrywki zostały przerwane bez wyłonienia mistrza. | Ze względu na pandemię COVID-19 rozgrywki zostały przerwane bez wyłonienia mistrza. | [ 44 ]        |
| Słowenia             | Sportklub prva odbojkarska liga | ACH Volley Lublana                                                                  | Calcit Kamnik                                                                       | 17.                                                                                 | 2018/2019                                                                           | [ 45 ]        |
| Szkocja              | Premier League                  | City of Edinburgh                                                                   | —                                                                                   | 2.                                                                                  | 2012/2013                                                                           | [ 46 ]        |
| Szwajcaria           | Nationalliga A                  | Ze względu na pandemię COVID-19 rozgrywki zostały przerwane bez wyłonienia mistrza. | Ze względu na pandemię COVID-19 rozgrywki zostały przerwane bez wyłonienia mistrza. | Ze względu na pandemię COVID-19 rozgrywki zostały przerwane bez wyłonienia mistrza. | Ze względu na pandemię COVID-19 rozgrywki zostały przerwane bez wyłonienia mistrza. | [ 47 ]        |
| Szwecja              | Elitserien                      | Ze względu na pandemię COVID-19 rozgrywki zostały przerwane bez wyłonienia mistrza. | Ze względu na pandemię COVID-19 rozgrywki zostały przerwane bez wyłonienia mistrza. | Ze względu na pandemię COVID-19 rozgrywki zostały przerwane bez wyłonienia mistrza. | Ze względu na pandemię COVID-19 rozgrywki zostały przerwane bez wyłonienia mistrza. | [ 48 ]        |
| Turcja               | AXA Sigorta Efeler Ligi         | Ze względu na pandemię COVID-19 rozgrywki zostały przerwane bez wyłonienia mistrza. | Ze względu na pandemię COVID-19 rozgrywki zostały przerwane bez wyłonienia mistrza. | Ze względu na pandemię COVID-19 rozgrywki zostały przerwane bez wyłonienia mistrza. | Ze względu na pandemię COVID-19 rozgrywki zostały przerwane bez wyłonienia mistrza. | [ 49 ]        |
| Ukraina              | Superliga                       | Ze względu na pandemię COVID-19 rozgrywki zostały przerwane bez wyłonienia mistrza. | Ze względu na pandemię COVID-19 rozgrywki zostały przerwane bez wyłonienia mistrza. | Ze względu na pandemię COVID-19 rozgrywki zostały przerwane bez wyłonienia mistrza. | Ze względu na pandemię COVID-19 rozgrywki zostały przerwane bez wyłonienia mistrza. | [ 50 ]        |
| Węgry                | Extraliga                       | Ze względu na pandemię COVID-19 rozgrywki zostały przerwane bez wyłonienia mistrza. | Ze względu na pandemię COVID-19 rozgrywki zostały przerwane bez wyłonienia mistrza. | Ze względu na pandemię COVID-19 rozgrywki zostały przerwane bez wyłonienia mistrza. | Ze względu na pandemię COVID-19 rozgrywki zostały przerwane bez wyłonienia mistrza. | [ 51 ]        |
| Włochy               | Superlega Credem Banca          | Ze względu na pandemię COVID-19 rozgrywki zostały przerwane bez wyłonienia mistrza. | Ze względu na pandemię COVID-19 rozgrywki zostały przerwane bez wyłonienia mistrza. | Ze względu na pandemię COVID-19 rozgrywki zostały przerwane bez wyłonienia mistrza. | Ze względu na pandemię COVID-19 rozgrywki zostały przerwane bez wyłonienia mistrza. | [ 52 ]        |
| Wyspy Owcze          | Meistaradeild                   | Mjølnir                                                                             | SÍ                                                                                  | 10.                                                                                 | 2018/2019                                                                           | [ 53 ]        |

### Rozgrywki pucharowe
| Państwo              | Rozgrywki            | I miejsce                                                                                    | II miejsce                                                                                   | Tytuł                                                                                        | Poprzedni tytuł                                                                              |               |
| -------------------- | -------------------- | -------------------------------------------------------------------------------------------- | -------------------------------------------------------------------------------------------- | -------------------------------------------------------------------------------------------- | -------------------------------------------------------------------------------------------- | ------------- |
| Albania              | Puchar               | Partizani Tirana                                                                             | Erzeni                                                                                       | 12.                                                                                          | 2017/2018                                                                                    | [ 54 ]        |
| Albania              | Puchar FSHV          | Vllaznia Szkodra                                                                             | Partizani Tirana                                                                             | 2.                                                                                           | 2017                                                                                         | [ 55 ]        |
| Anglia               | Puchar               | Ze względu na pandemię COVID-19 rozgrywki zostały przerwane bez wyłonienia zdobywcy pucharu. | Ze względu na pandemię COVID-19 rozgrywki zostały przerwane bez wyłonienia zdobywcy pucharu. | Ze względu na pandemię COVID-19 rozgrywki zostały przerwane bez wyłonienia zdobywcy pucharu. | Ze względu na pandemię COVID-19 rozgrywki zostały przerwane bez wyłonienia zdobywcy pucharu. | [ 56 ]        |
| Armenia              | Puchar               | FIMA                                                                                         | BKMA                                                                                         | bd.                                                                                          | 2016                                                                                         | [ 57 ]        |
| Austria              | Puchar               | UVC Holding Graz                                                                             | SK Zadruga Aich/Dob                                                                          | 4.                                                                                           | 2018/2019                                                                                    | [ 58 ]        |
| Belgia               | Puchar               | Knack Roeselare                                                                              | Lindemans Aalst                                                                              | 13.                                                                                          | 2018/2019                                                                                    | [ 59 ]        |
| Belgia               | Superpuchar          | Knack Roeselare                                                                              | Greenyard Maaseik                                                                            | 9.                                                                                           | 2018                                                                                         | [ 60 ]        |
| Białoruś             | Puchar               | Szachcior Soligorsk                                                                          | Stroitiel Mińsk                                                                              | 2.                                                                                           | 2018                                                                                         | [ 61 ]        |
| Białoruś             | Superpuchar          | Szachcior Soligorsk                                                                          | Stroitiel Mińsk                                                                              | 2.                                                                                           | 2018                                                                                         | [ 62 ]        |
| Bośnia i Hercegowina | Puchar               | Ze względu na pandemię COVID-19 rozgrywki zostały przerwane bez wyłonienia zdobywcy pucharu. | Ze względu na pandemię COVID-19 rozgrywki zostały przerwane bez wyłonienia zdobywcy pucharu. | Ze względu na pandemię COVID-19 rozgrywki zostały przerwane bez wyłonienia zdobywcy pucharu. | Ze względu na pandemię COVID-19 rozgrywki zostały przerwane bez wyłonienia zdobywcy pucharu. |               |
| Bułgaria             | Puchar               | Chebyr Pazardżik                                                                             | Neftochimik 2010 Burgas                                                                      | 2.                                                                                           | 2018/2019                                                                                    | [ 63 ]        |
| Bułgaria             | Superpuchar          | Chebyr Pazardżik                                                                             | Neftochimik 2010 Burgas                                                                      | 1.                                                                                           | —                                                                                            | [ 64 ]        |
| Chorwacja            | Puchar               | HAOK Mladost Zagrzeb                                                                         | MOK Mursa Osijek                                                                             | 21.                                                                                          | 2018/2019                                                                                    | [ 65 ]        |
| Cypr                 | Puchar               | Ze względu na pandemię COVID-19 rozgrywki zostały przerwane bez wyłonienia zdobywcy pucharu. | Ze względu na pandemię COVID-19 rozgrywki zostały przerwane bez wyłonienia zdobywcy pucharu. | Ze względu na pandemię COVID-19 rozgrywki zostały przerwane bez wyłonienia zdobywcy pucharu. | Ze względu na pandemię COVID-19 rozgrywki zostały przerwane bez wyłonienia zdobywcy pucharu. | [ 16 ] [ 17 ] |
| Cypr                 | Superpuchar          | Omonia Nikozja                                                                               | Pafiakos Pafos                                                                               | 6.                                                                                           | 2018                                                                                         | [ 66 ]        |
| Czarnogóra           | Puchar               | Budva                                                                                        | Jedinstvo Bijelo Polje                                                                       | 2.                                                                                           | 2018/2019                                                                                    | [ 67 ]        |
| Czechy               | Puchar               | VK Jihostroj České Budějovice                                                                | Kladno volejbal.cz                                                                           | 7.                                                                                           | 2018/2019                                                                                    | [ 68 ]        |
| Dania                | Puchar               | Gentofte Volley                                                                              | Marienlyst Odense                                                                            | 7.                                                                                           | 2018/2019                                                                                    | [ 69 ]        |
| Estonia              | Puchar               | Bigbank Tartu                                                                                | Saaremaa VK                                                                                  | 3.                                                                                           | 2008                                                                                         | [ 70 ]        |
| Finlandia            | Puchar               | Vammalan Lentopallo                                                                          | Savo Volley                                                                                  | 5.                                                                                           | 2018/2019                                                                                    | [ 71 ]        |
| Francja              | Puchar               | Stade Poitevin Poitiers                                                                      | Tours VB                                                                                     | 3.                                                                                           | 2001/2002                                                                                    | [ 72 ] [ 73 ] |
| Grecja               | Puchar               | Ze względu na pandemię COVID-19 rozgrywki zostały przerwane bez wyłonienia zdobywcy pucharu. | Ze względu na pandemię COVID-19 rozgrywki zostały przerwane bez wyłonienia zdobywcy pucharu. | Ze względu na pandemię COVID-19 rozgrywki zostały przerwane bez wyłonienia zdobywcy pucharu. | Ze względu na pandemię COVID-19 rozgrywki zostały przerwane bez wyłonienia zdobywcy pucharu. |               |
| Grecja               | Puchar Ligi          | Panathinaikos AO                                                                             | Olympiakos SFP                                                                               | 1.                                                                                           | —                                                                                            | [ 74 ]        |
| Hiszpania            | Puchar Króla         | CV Teruel                                                                                    | Unicaja Costa de Almería                                                                     | 6.                                                                                           | 2018                                                                                         | [ 75 ]        |
| Hiszpania            | Superpuchar          | CV Teruel                                                                                    | Unicaja Costa de Almería                                                                     | 8.                                                                                           | 2018                                                                                         | [ 76 ]        |
| Holandia             | Puchar               | Samen. Lycurgus Groningen                                                                    | Draisma Dynamo Apeldoorn                                                                     | 2.                                                                                           | 2015/2016                                                                                    | [ 77 ]        |
| Holandia             | Superpuchar          | Active Living Orion Doetinchem                                                               | Draisma Dynamo Apeldoorn                                                                     | 3.                                                                                           | 2011                                                                                         | [ 78 ]        |
| Irlandia             | Puchar               | Ze względu na pandemię COVID-19 rozgrywki zostały przerwane bez wyłonienia zdobywcy pucharu. | Ze względu na pandemię COVID-19 rozgrywki zostały przerwane bez wyłonienia zdobywcy pucharu. | Ze względu na pandemię COVID-19 rozgrywki zostały przerwane bez wyłonienia zdobywcy pucharu. | Ze względu na pandemię COVID-19 rozgrywki zostały przerwane bez wyłonienia zdobywcy pucharu. | [ 27 ]        |
| Irlandia Północna    | Puchar               | Ze względu na pandemię COVID-19 rozgrywki nie odbyły się.                                    | Ze względu na pandemię COVID-19 rozgrywki nie odbyły się.                                    | Ze względu na pandemię COVID-19 rozgrywki nie odbyły się.                                    | Ze względu na pandemię COVID-19 rozgrywki nie odbyły się.                                    |               |
| Islandia             | Puchar               | Ze względu na pandemię COVID-19 rozgrywki zostały przerwane bez wyłonienia zdobywcy pucharu. | Ze względu na pandemię COVID-19 rozgrywki zostały przerwane bez wyłonienia zdobywcy pucharu. | Ze względu na pandemię COVID-19 rozgrywki zostały przerwane bez wyłonienia zdobywcy pucharu. | Ze względu na pandemię COVID-19 rozgrywki zostały przerwane bez wyłonienia zdobywcy pucharu. | [ 29 ]        |
| Islandia             | Superpuchar          | KA                                                                                           | Álftanes                                                                                     | 2.                                                                                           | 2018                                                                                         | [ 79 ]        |
| Izrael               | Puchar               | Ze względu na pandemię COVID-19 rozgrywki zostały przerwane bez wyłonienia zdobywcy pucharu. | Ze względu na pandemię COVID-19 rozgrywki zostały przerwane bez wyłonienia zdobywcy pucharu. | Ze względu na pandemię COVID-19 rozgrywki zostały przerwane bez wyłonienia zdobywcy pucharu. | Ze względu na pandemię COVID-19 rozgrywki zostały przerwane bez wyłonienia zdobywcy pucharu. |               |
| Kosowo               | Puchar               | KV Ferizaj                                                                                   | KV Drita                                                                                     | 1.                                                                                           | —                                                                                            | [ 80 ]        |
| Kosowo               | Puchar FVK           | KV Luboteni                                                                                  | KV Ferizaj                                                                                   | bd.                                                                                          | brak danych                                                                                  | [ 81 ]        |
| Litwa                | Puchar               | Amber-Arlanga Kłajpeda                                                                       | Sūduva Mariampol                                                                             | 2.                                                                                           | 2018                                                                                         | [ 82 ]        |
| Luksemburg           | Puchar               | Ze względu na pandemię COVID-19 rozgrywki zostały przerwane bez wyłonienia zdobywcy pucharu. | Ze względu na pandemię COVID-19 rozgrywki zostały przerwane bez wyłonienia zdobywcy pucharu. | Ze względu na pandemię COVID-19 rozgrywki zostały przerwane bez wyłonienia zdobywcy pucharu. | Ze względu na pandemię COVID-19 rozgrywki zostały przerwane bez wyłonienia zdobywcy pucharu. |               |
| Luksemburg           | Superpuchar          | VC Strassen                                                                                  | CHEV Diekirch                                                                                | 1.                                                                                           | —                                                                                            | [ 83 ]        |
| Łotwa                | Puchar               | RTU Robežsardze                                                                              | SK Jēkabpils Lūši                                                                            | 7.                                                                                           | 2018                                                                                         | [ 84 ]        |
| Macedonia Północna   | Puchar               | Ze względu na pandemię COVID-19 rozgrywki zostały przerwane bez wyłonienia zdobywcy pucharu. | Ze względu na pandemię COVID-19 rozgrywki zostały przerwane bez wyłonienia zdobywcy pucharu. | Ze względu na pandemię COVID-19 rozgrywki zostały przerwane bez wyłonienia zdobywcy pucharu. | Ze względu na pandemię COVID-19 rozgrywki zostały przerwane bez wyłonienia zdobywcy pucharu. | [ 33 ]        |
| Mołdawia             | Puchar               | brak danych                                                                                  | brak danych                                                                                  | bd.                                                                                          | brak danych                                                                                  |               |
| Niemcy               | Puchar               | Berlin Recycling Volleys                                                                     | SWD powervolleys Düren                                                                       | 5.                                                                                           | 2015/2016                                                                                    | [ 85 ]        |
| Niemcy               | Superpuchar          | Berlin Recycling Volleys                                                                     | VfB Friedrichshafen                                                                          | 1.                                                                                           | —                                                                                            | [ 86 ]        |
| Norwegia             | Puchar / NM          | Førde VBK                                                                                    | TIF Viking Bergen                                                                            | 5.                                                                                           | 2018/2019                                                                                    | [ 87 ]        |
| Polska               | Puchar               | Ze względu na pandemię COVID-19 rozgrywki zostały przerwane bez wyłonienia zdobywcy pucharu. | Ze względu na pandemię COVID-19 rozgrywki zostały przerwane bez wyłonienia zdobywcy pucharu. | Ze względu na pandemię COVID-19 rozgrywki zostały przerwane bez wyłonienia zdobywcy pucharu. | Ze względu na pandemię COVID-19 rozgrywki zostały przerwane bez wyłonienia zdobywcy pucharu. |               |
| Polska               | Superpuchar          | Grupa Azoty ZAKSA Kędzierzyn-Koźle                                                           | Projekt Warszawa                                                                             | 1.                                                                                           | —                                                                                            | [ 88 ]        |
| Portugalia           | Puchar               | Ze względu na pandemię COVID-19 rozgrywki zostały przerwane bez wyłonienia zdobywcy pucharu. | Ze względu na pandemię COVID-19 rozgrywki zostały przerwane bez wyłonienia zdobywcy pucharu. | Ze względu na pandemię COVID-19 rozgrywki zostały przerwane bez wyłonienia zdobywcy pucharu. | Ze względu na pandemię COVID-19 rozgrywki zostały przerwane bez wyłonienia zdobywcy pucharu. | [ 39 ]        |
| Portugalia           | Superpuchar          | SL Benfica                                                                                   | AJ Fonte Bastardo                                                                            | 9.                                                                                           | 2018                                                                                         | [ 89 ]        |
| Rosja                | Puchar               | Zenit Kazań                                                                                  | Zenit Petersburg                                                                             | 9.                                                                                           | 2018                                                                                         | [ 90 ]        |
| Rosja                | Superpuchar          | Kuzbass Kemerowo                                                                             | Zenit Kazań                                                                                  | 1.                                                                                           | —                                                                                            | [ 91 ]        |
| Rumunia              | Puchar               | Ze względu na pandemię COVID-19 rozgrywki zostały przerwane bez wyłonienia zdobywcy pucharu. | Ze względu na pandemię COVID-19 rozgrywki zostały przerwane bez wyłonienia zdobywcy pucharu. | Ze względu na pandemię COVID-19 rozgrywki zostały przerwane bez wyłonienia zdobywcy pucharu. | Ze względu na pandemię COVID-19 rozgrywki zostały przerwane bez wyłonienia zdobywcy pucharu. | [ 42 ]        |
| Rumunia              | Superpuchar          | CSM Arcada Galați                                                                            | Dinamo Bukareszt                                                                             | 2.                                                                                           | 2017                                                                                         | [ 92 ]        |
| Serbia               | Puchar               | Vojvodina NS seme Nowy Sad                                                                   | Partizan Belgrad                                                                             | 5.                                                                                           | 2014/2015                                                                                    | [ 93 ]        |
| Serbia               | Superpuchar          | Vojvodina NS seme Nowy Sad                                                                   | Crvena zvezda Belgrad                                                                        | 2.                                                                                           | 2015                                                                                         | [ 94 ]        |
| Słowacja             | Puchar               | VK OSMOS Prievidza                                                                           | TJ Slávia Svidník                                                                            | 2.                                                                                           | 2018                                                                                         | [ 95 ]        |
| Słowenia             | Puchar               | ACH Volley Lublana                                                                           | Merkur Maribor                                                                               | 12.                                                                                          | 2018/2019                                                                                    | [ 96 ]        |
| Szkocja              | Puchar               | Ze względu na pandemię COVID-19 rozgrywki zostały przerwane bez wyłonienia zdobywcy pucharu. | Ze względu na pandemię COVID-19 rozgrywki zostały przerwane bez wyłonienia zdobywcy pucharu. | Ze względu na pandemię COVID-19 rozgrywki zostały przerwane bez wyłonienia zdobywcy pucharu. | Ze względu na pandemię COVID-19 rozgrywki zostały przerwane bez wyłonienia zdobywcy pucharu. | [ 46 ]        |
| Szkocja              | John Syer Grand Prix | City of Edinburgh                                                                            | City of Glasgow Ragazzi                                                                      | 6.                                                                                           | 2017                                                                                         | [ 97 ]        |
| Szwajcaria           | Puchar               | Ze względu na pandemię COVID-19 rozgrywki zostały przerwane bez wyłonienia zdobywcy pucharu. | Ze względu na pandemię COVID-19 rozgrywki zostały przerwane bez wyłonienia zdobywcy pucharu. | Ze względu na pandemię COVID-19 rozgrywki zostały przerwane bez wyłonienia zdobywcy pucharu. | Ze względu na pandemię COVID-19 rozgrywki zostały przerwane bez wyłonienia zdobywcy pucharu. | [ 98 ]        |
| Szwajcaria           | Superpuchar          | Lindaren Volley Amriswil                                                                     | Lausanne UC                                                                                  | 4.                                                                                           | 2017                                                                                         | [ 99 ]        |
| Szwecja              | Grand Prix           | Sollentuna VK                                                                                | Örkelljunga VK                                                                               | 2.                                                                                           | 1998                                                                                         | [ 100 ]       |
| Turcja               | Puchar               | Ze względu na pandemię COVID-19 rozgrywki zostały przerwane bez wyłonienia zdobywcy pucharu. | Ze względu na pandemię COVID-19 rozgrywki zostały przerwane bez wyłonienia zdobywcy pucharu. | Ze względu na pandemię COVID-19 rozgrywki zostały przerwane bez wyłonienia zdobywcy pucharu. | Ze względu na pandemię COVID-19 rozgrywki zostały przerwane bez wyłonienia zdobywcy pucharu. | [ 49 ]        |
| Turcja               | Superpuchar          | Galatasaray HDI Sigorta                                                                      | Fenerbahçe HDI Sigorta                                                                       | 1.                                                                                           | —                                                                                            | [ 101 ]       |
| Ukraina              | Puchar               | Żytyczi-ŻNAEU Żytomierz                                                                      | WK Reszetyliwka                                                                              | 1.                                                                                           | —                                                                                            | [ 102 ]       |
| Ukraina              | Superpuchar          | Barkom-Każany Lwów                                                                           | Serce Podilla Winnica                                                                        | 3.                                                                                           | 2018                                                                                         | [ 103 ]       |
| Węgry                | Puchar               | LV Sport Pénzügyőr SE                                                                        | HÉP-Kecskeméti RC                                                                            | 1.                                                                                           | —                                                                                            | [ 104 ]       |
| Włochy               | Puchar               | Cucine Lube Civitanova                                                                       | Sir Safety Conad Perugia                                                                     | 6.                                                                                           | 2016/2017                                                                                    | [ 105 ]       |
| Włochy               | Superpuchar          | Sir Safety Conad Perugia                                                                     | Leo Shoes Modena                                                                             | 2.                                                                                           | 2017                                                                                         | [ 106 ]       |
| Wyspy Owcze          | Puchar               | Mjølnir                                                                                      | SÍ                                                                                           | 5.                                                                                           | 2018/2019                                                                                    | [ 107 ]       |